# アンジェリーナ1/3のA世代!ラジオ
『アンジェリーナ1/3のA世代!ラジオ』（アンジェリーナ・さんぶんのいちの・エーせだいラジオ）は、2022年9月30日から文化放送で放送されていたアンジェリーナ1/3によるトーク番組である。

## 概要
Z世代のアーテイストであるGacharic Spinのアンジェリーナ1/3が、リスナーとともにZ世代を超えた「A（アンジー）世代」を作るために、ワンマントークや不定期でゲストを交えて、等身大のトークを展開する。

## 放送日
- 2022年9月-2023年3月：金曜日20:30-21:00
- 2023年4月-2024年3月：火曜日21:30-22:00
- 2024年4月-2024年9月：水曜日21:30-22:00

※4-9月は『文化放送ライオンズナイター』の放送カードが延長した場合、最大30分延期の上で放送
- 2024年10月-2025年3月：火曜日02:30-03:00（月曜日深夜）

## ネット局
2023年度秋季
- 青森放送（木曜日21:00-21:30）
- 静岡放送（土曜日19:30-20:00）
- 東海ラジオ放送（水曜日1:00-1:30〈火曜日深夜〉）
- 朝日放送ラジオ（日曜日22:30-23:00）

2024年度春季
- 静岡放送（土曜日19:30-20:00）
- 朝日放送ラジオ（月曜日0:00-0:30（日曜日深夜））

2024年度秋季
- 青森放送（木曜日21:00-21:30）
- 静岡放送（土曜日19:30-20:00）
- 朝日放送ラジオ（月曜日0:00-0:30（日曜日深夜））
- 中国放送（火曜日22:00-22:30）